# Анастасия (4 век)
Вижте пояснителната страница за други личности с името Анастасия.
Анастасия е дъщеря на римския император Констанций Хлор и Флавия Максимиана Теодора. Сестра е на император Константин I, който ѝ предлага женитба, за да сключи съюз с Васиан. Васиан, обаче, е заловен в заговорничене срещу Константин и сватбата е отменена.